# Penny's Bay
Penny's Bay (kinesiska: 竹篙灣, 竹篙湾) är en vik i Hongkong (Kina). Den ligger i den nordvästra delen av Hongkong.